# Time (Mercyful Fate)
Time är ett album från 1994 av det danska heavy metal-bandet Mercyful Fate.

## Låtlista
1. "Nightmare Be Thy Name" - 3:28
2. "Angel of Light" - 3:37
3. "Witches' Dance" - 4:47
4. "The Mad Arab" - 4:43
5. "My Demon" - 4:42
6. "Time" - 4:22
7. "The Preacher" - 3:30
8. "Lady in Black" - 3:50
9. "Mirror" - 3:19
10. "The Afterlife" - 4:32
11. "Castillo del Mortes" - 6:14

## Medverkande
- King Diamond (sång)
- Hank Shermann (gitarr)
- Michael Denner (gitarr)
- Sharlee D'Angelo (bas)
- Snowy Shaw (trummor)